# Bengt Qvist (1726–1799)
Bengt Andersson Qvist, född 21 oktober 1726 på Åmots bruk, Ockelbo socken, död 14 oktober 1799 i Stockholm, var en svensk företagare och ämbetsman.
Bengt Qvist var son till inspektorn Andreas Qvist och tillhörde släkten Svinhufvud i Westergötland. Han blev student vid Uppsala universitet 1743, auskultant i Bergskollegium 1747, extraordinarie notarie där 1750 samt övermasmästare 1755. Han fick bergmästares titel 1770, blev direktör över den finare järntillverkningen 1771 samt assessor i Bergskollegium 1782. 1760–1769 studerade Qvist med reseanslag av Jernkontoret järn- och ståltillverkningen i England och Frankrike. Vid hemkomsten avlämnade han en berättelse till Jernkontoret: Anmärkningar uti hvarjehanda ämnen, samlade på resan i England åren 1766 och 1767 .... I England studerade Qvist bland annat den Huntsmanska degelstålsprocessen, vilken han dock inte berörde i sin berättelse, då han för egen räkning tänkte exploatera kunskaperna. 1769 erhöll han av Bergskollegium privilegium för ett degelstålverk samt av Brukssocieteten ett räntefritt lån. Byggandet av verket vid Ersta malmgård startades 1770 men avslutades inte förrän 1776, då degelstålstillverkningen på allvar kunde börja. Stålet var av god kvalitet, men trots export till Frankrike, USA och Nederländerna hade Qvist svårt att sälja det, och ibland lät han själv bearbeta det. Verket blev ingen lysande framgång och lades ned efter Qvists död. En tid var han även chef för en nyanlagd klinkerfabrik i Stockholm och ledde stenkolsborrningar i Örebrotrakten. Han åtog sig dessutom arbeten för Trollhätte kanalverks räkning, varför han 1772 erhöll två och ett halvt års ledighet från sin statstjänst. Han blev 1769 ledamot av Vetenskapsakademien.